# Сноу, Эдгар

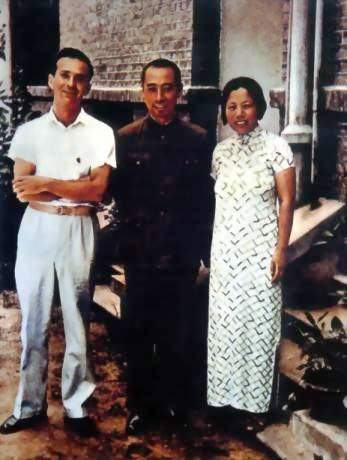
Эдгар Сноу (слева) с Чжоу Энлаем и его женой Дэн Инчао прибл. 1938

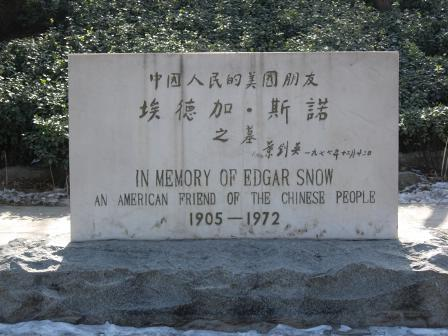
Половина останков Эдгара Сноу захоронена в Пекине, на территории Пекинского университета

Эдгар Сноу (англ. Edgar Snow, 17 июля 1905, Канзас-Сити, Миссури — 15 февраля 1972, Женева) — американский журналист, известный своими книгами о Китае и дружественным отношением к Коммунистической партии Китая.

## Биография
Изучал журналистику в Миссурийском университете, где вступил в студенческое братство Зета Фи, отделение Бета Тета Фи. Жил в Нью-Йорке, сделал деньги на фондовом рынке. В 1928 году переехал в Китай, прибыл в Шанхай 6 июля 1928 года. Работал корреспондентом шанхайских, а также английских и американских газет. В 1932 году женился на Хелен Фостер. В 1933 году семья переехала в Пекин, где Сноу преподавал в университете. В 1936 году совершил поездку в районы Китая, контролируемые коммунистами, и взял несколько интервью у Мао Цзэдуна. Описал свои впечатления о китайских коммунистах в книге «Красная звезда над Китаем». Именно благодаря работе Сноу Мао Цзэдун стал известен на Западе. В конце 1930-х вместе со своей женой и новозеландским коммунистом Реви Аллеем основал промышленно-кооперативное общество (Indusco).
В 1941 году Эдгар с женой вернулся в США. Совершил поездки в Китай, Индию и СССР, чтобы написать о Второй мировой войне с точки зрения американских союзников. Дважды выезжал под Сталинград (декабрь 1942 и февраль 1943), общался с советскими солдатами и военачальниками, а также с пленными немецкими солдатами, офицерами и генералами. Описал драматические события тех месяцев в книге «Люди на нашей стороне» (People on Our Side) (1944).
В 1950-е в период маккартизма уехал из США в Швейцарию. Ездил в Китай в 1960 и 1964 гг., взял интервью у Мао Цзэдуна и Чжоу Эньлая. В 1970 совершил последнюю поездку в Китай. Через него китайцы передали, что рады были бы приезду американского президента Ричарда Никсона. Когда Сноу заболел раком, Мао отправил группу китайских врачей к нему в Швейцарию. Умер в 1972 году, незадолго до визита Никсона в КНР, начавшего нормализацию отношений между Китаем и США.

## Книги
- Красная звезда над Китаем
- Red China Today: The Other Side of the River
- The Battle for Asia (1958)
- Far Eastern Front
- People On Our Side (Random House, 1944)
- The Pattern of Soviet Power (1945)
- Stalin Must Have Peace (1947)
- China, Russia, and the USA
- The Long Revolution
- Living China: Modern Chinese Short Stories